# Таушени (Клуж)
Таушени (рум. Tăușeni) насеље је у Румунији у округу Клуж у општини Бонцида. Oпштина се налази на надморској висини од 343 m.

## Становништво
Према подацима из 2002. године у насељу је живело 109 становника, од којих су сви румунске националности.